# Prova matemática

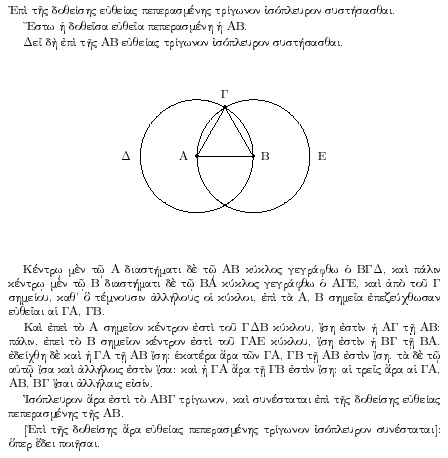
Prova do teorema de Euclides.

Em matemática, uma prova é uma demonstração de que, dados certos axiomas, algum enunciado de interesse é necessariamente verdadeiro. Utiliza como base premissas intrínsecas a um modelo conceitual e um silogismo que, a partir de uma série de operações, chega ao resultado. Costuma-se marcar o final de uma prova com a abreviação c. q. d. (como queríamos demonstrar).

## Introdução
As provas empregam lógica proposicional, tendo dentre seus elementos uma cadeia de afirmações (proposições) ligadas por implicações.
Além da lógica, as provas usualmente incluem alguma quantidade de linguagem natural, o que pode levar a ambiguidade ou dificuldade de entendimento, tendo em vista o caráter deste tipo de linguagem ser mais dependente da interpretação humana. Assim, a forma como a grande maioria das provas na matemática é ensinada pode ser considerada como aplicações da lógica informal, mas uma afirmação só deixa de ser considerada uma conjectura após ter uma demonstração escrita usando lógica formal nos trechos onde pode haver ambiguidades.
No contexto da teoria da prova, em que as provas puramente formais são consideradas, as demonstrações não inteiramente formais são frequentemente chamadas de "provas sociais". A distinção levou à análise da prática matemática atual e histórica, do quasi-empiricismo em matemática e da então chamada matemática popular (em ambos os sentidos deste termo).
A filosofia da matemática, por sua vez, preocupa-se com o papel da linguagem e da lógica em provas, e da matemática como linguagem.
Independentemente da atitude que se tenha em relação ao formalismo, o resultado provado é um teorema; em uma prova completamente formal isto seria o ponto final, e a prova completa mostra como o resultado segue apenas dos axiomas. Uma vez o teorema provado, ele pode ser usado como base para provar outros enunciados. As chamadas fundações da matemática são aqueles enunciados que não se pode, ou não é necessário, provar. Estes foram uma vez o estudo primário dos filósofos da matemática. Hoje o foco é mais na prática matemática, isto é, técnicas aceitáveis.

## Histórico
A história da prova matemática começa na Grécia antiga com matemáticos como Tales, Eudoxo, Teeteto e Aristóteles. Euclides revolucionou a prova com seu método axiomático; seu livro Elementos chegou a ser lido por qualquer pessoa que se alfabetizava, até o início do século XX, e considerado um dos mais lidos pela humanidade ficando atrás da Bíblia. Uma das provas mais notórias é o teorema de Pitágoras.
A prova matemática evoluiu também na Idade Média, com matemáticos islâmicos como Al-Karaji. Modernamente, uma das mais notórias obras a tratar do tema da prova matemática, dentre outros, é o Principia mathematica. Como resultado da evolução do tratamento deste tema, hoje não se considera mais o axioma como uma verdade dogmaticamente aceita, mas um conjunto de verdades necessárias para um determinado conjunto de modelos.

## Técnicas de prova comuns

A existência de um número infindável de casos que verifique certas condições não constitui prova. O exemplo ilustra o teorema das quatro cores, onde não basta criar um número infinito de casos que verificam o teorema para o provar.

- Prova direta: a conclusão é estabelecida através da combinação lógica dos axiomas, definições e teoremas já existentes.
- Prova por indução: um caso base é provado e uma regra de indução é usada para provar uma série de outros casos (normalmente infinita).[5]
- Prova por contradição (também conhecida como reductio ad absurdum): é mostrado que se algum enunciado fosse verdadeiro, ocorreria uma contradição lógica, e portanto o enunciado deve ser falso.
- Prova por contraposição: considerando uma declaração como uma proposição composta "se p, então q", inverte-se e nega-se a proposição (esta é a contrapositiva). Sendo "se p, então q", equivalente a "se não q, então não p", basta provar a segunda que a declaração estará provada.
- Prova por construção: consiste em construir um exemplo concreto com determinada propriedade para mostrar que existe algo com tal propriedade.
- Prova por exaustão: a conclusão é estabelecida dividindo o problema em um número finito de casos e provando cada um separadamente.
- Prova pela negativa: a conclusão é uma refutação que prova ser falso o problema especificado. (ou seja, é uma negação matemática).
- Prova por força bruta: é o método que consiste em provar algum teorema (ou apresentar algum contra-exemplo) pelo método exaustivo de calcular cada caso possível.
- Prova por impossibilidade: a conclusão, neste caso, não significa responder se o problema do caso é verdadeiro ou falso e sim determinar se o problema pode ser resolvido ou se ele jamais terá uma resposta geral que o solucione. Exemplos de casos assim:

1. a solução de Yuri Matiyasevich em 1970 para o 10º problema de David Hilbert (este lançou uma lista de 23 problemas matemáticos para serem resolvidos, em 1900).
2. o Problema das Sete pontes de Königsberg, provado por Leonhard Euler como impossível de ser solucionado, em 1736.
3. a insolubilidade da quíntupla.
4. o Problema da Parada, solucionado por Alan Turing em 1936. Seu formulador original foi o matemático David Hilbert.

## Prova probabilística
Argumentações de que algo é provavelmente verdadeiro, mesmo que acompanhado de estatísticas ou  de cálculos mostrando a probabilidade de um determinado evento que confirma a conjectura acontecer não são aceitos em matemática como prova, ao contrário do que pode ocorrer em outras ciências. Este último tipo de raciocínio pode ser chamado de argumento de plausibilidade; no caso da conjectura de Collatz deve estar claro o quão longe isto é de uma prova genuína.
Uma prova probabilística significa uma prova na qual se mostra a existência de algo através de métodos da teoria da probabilidade - e não um argumento de que o teorema é 'provavelmente' verdadeiro. Estas provas se baseiam em conceitos de Teoria da Medida para estabelecer que o conjunto de mundos onde tal a hipótese em estudo não ocorre tem medida zero ou, em termos leigos, é desprezível. Neste tipo de raciocínio, não se diz que a hipótese em estudo é verdadeira, mas sim que ela ocorre com probabilidade um ou que ela é quasi-verdadeira.
Provas probabilísticas são uma das muitas maneiras de provar teoremas de existência, além de prova por construção.

## Técnicas de prova não-triviais e sua nomenclatura
Uma prova combinatorial estabelece a equivalência de diferentes expressões mostrando que elas contam o mesmo objeto de maneiras diferentes. Normalmente um correspondência um-a-um é usada para mostrar que as duas interpretações fornecem o mesmo resultado.
Se nós estivermos provar, por exemplo, que "algum X satisfaz f(x)", uma prova não-construtiva provará que existe um x que satisfaz f(x), mas não mostra como este x é obtido. Uma prova construtiva, por outro lado, mostra.

## Conjecturas, provabilidade e incompletude
Um enunciado que se pensa ser verdadeiro mas ainda não foi provado é conhecido como uma conjectura.
Às vezes é possível provar que um determinado enunciado não pode ser provado a partir de um dado conjunto de axiomas; veja por exemplo a hipótese do contínuo. Em muitos sistemas axiomáticos há enunciados que não podem ser provados nem refutados; veja o teorema da incompletude de Gödel.

## Uso na Educação Matemática
As provas são muito utilizadas na matemática, contudo, é comum encontrarmos alunos e professores com dificuldades tanto para compreender os significados das demonstrações quanto a sua utilização. De acordo com Souza, ele acredita que essa dificuldade ocorre pela falta de uma ênfase maior na sua compreensão na formação inicial, além de uma consequência do fracasso do Movimento da Matemática Moderna (MMM), movimento em se valorizava o desenvolvimento dedutivo. Após o seu fracasso, houve um abandono quase que total do raciocínio dedutivo e das demonstrações.
Muitos educadores não enxergam as provas como procedimento pedagógico, não servindo para se comunicar matematicamente. Contudo, Souza acredita e destaca que alunos da educação básica tem condições para pensarem sobre demonstrações, desde que elas não sejam  reduzidas a uma lousa preenchida com axiomas, teoremas, definições, proposições, etc.
É necessário que no ensino de matemática se valorize as demostrações, não sendo apenas apresentadas como necessárias, mas que essa necessidade apareça nas salas de aula, tanto na educação superior quanto na educação básica. Na edução superior isso fica muito evidente, já que os resultados do ENADE apontam lacunas no ensino de demonstrações em Matemática, o que ressalta a importância de se trabalhar de maneira mais detalhada as demonstrações na educação superior, principalmente em cursos de licenciatura em matemática.